# Grand Prix automobile de Monaco 1975
Résultats du Grand Prix de Monaco 1975, couru sur le circuit de Monaco le 11 mai 1975.

## Classement

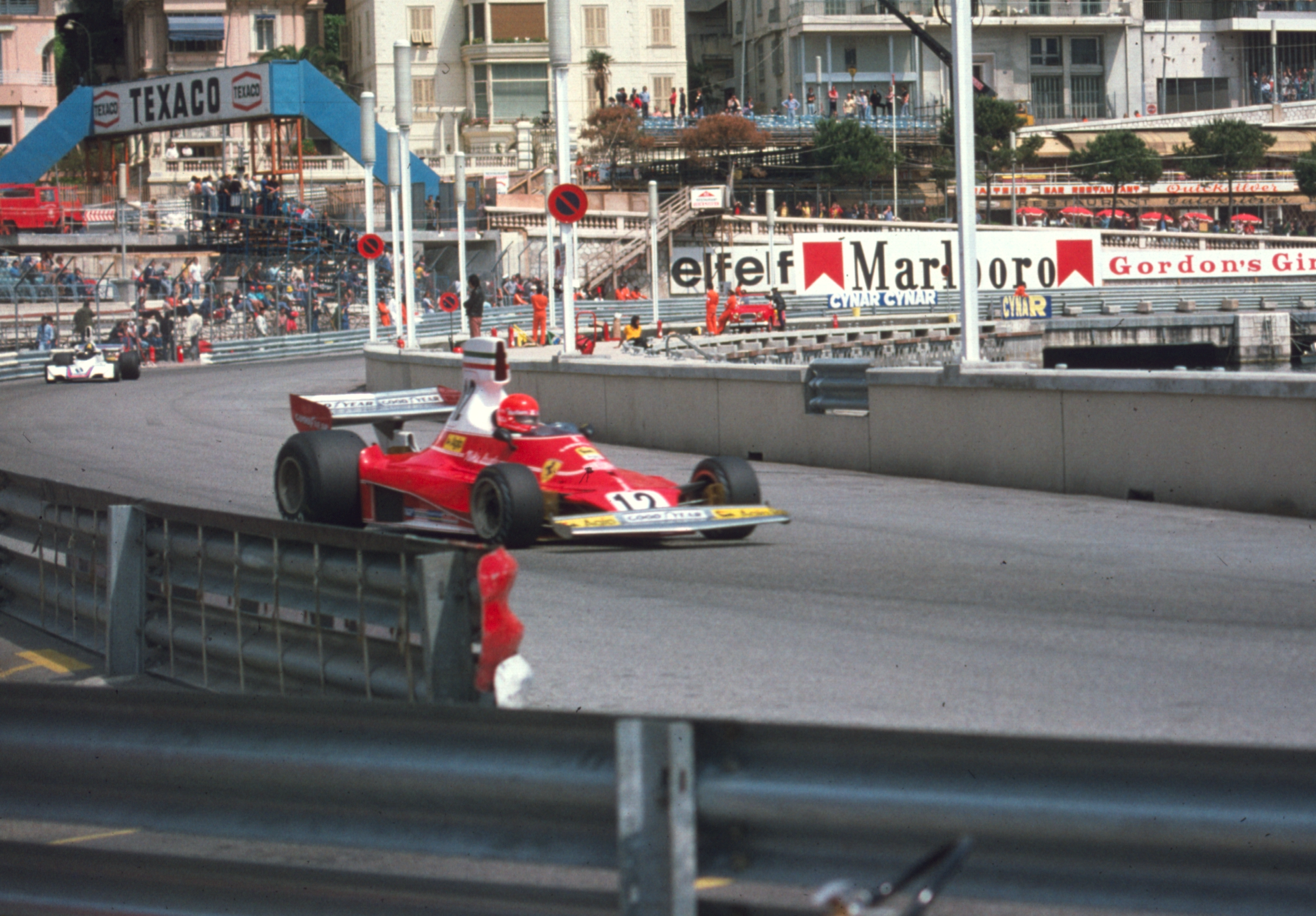
Niki Lauda sur Ferrari pendant les essais du Grand Prix de Monaco 1975.

| Pos  | N° | Pilote             | Écurie          | Tours | Temps/Abandon      | Grille | Points |
| ---- | -- | ------------------ | --------------- | ----- | ------------------ | ------ | ------ |
| 1    | 12 | Niki Lauda         | Ferrari         | 75    | 2 h 01 min 21 s 31 | 1      | 9      |
| 2    | 1  | Emerson Fittipaldi | McLaren-Ford    | 75    | + 2 s 78           | 9      | 6      |
| 3    | 8  | Carlos Pace        | Brabham-Ford    | 75    | + 17 s 81          | 8      | 4      |
| 4    | 5  | Ronnie Peterson    | Lotus-Ford      | 75    | + 38 s 45          | 4      | 3      |
| 5    | 4  | Patrick Depailler  | Tyrrell-Ford    | 75    | + 40 s 86          | 12     | 2      |
| 6    | 2  | Jochen Mass        | McLaren-Ford    | 75    | + 42 s 07          | 15     | 1      |
| 7    | 3  | Jody Scheckter     | Tyrrell-Ford    | 74    | + 1 tour           | 7      |        |
| 8    | 6  | Jacky Ickx         | Lotus-Ford      | 74    | + 1 tour           | 14     |        |
| 9    | 7  | Carlos Reutemann   | Brabham-Ford    | 73    | + 2 tours          | 10     |        |
| Abd. | 28 | Mark Donohue       | Penske-Ford     | 66    | Accident           | 16     |        |
| Abd. | 24 | James Hunt         | Hesketh-Ford    | 63    | Accident           | 11     |        |
| Abd. | 26 | Alan Jones         | Hesketh-Ford    | 61    | Perte d'une roue   | 18     |        |
| Abd. | 9  | Vittorio Brambilla | March-Ford      | 48    | Accident           | 5      |        |
| Abd. | 16 | Tom Pryce          | Shadow-Ford     | 39    | Accident           | 2      |        |
| Abd. | 11 | Clay Regazzoni     | Ferrari         | 36    | Accident           | 17     |        |
| Abd. | 18 | John Watson        | Surtees-Ford    | 36    | Sortie de piste    | 6      |        |
| Abd. | 27 | Mario Andretti     | Parnelli-Ford   | 9     | Fuite d'huile      | 13     |        |
| Abd. | 17 | Jean-Pierre Jarier | Shadow-Ford     | 0     | Accident           | 3      |        |
| Nq.  | 21 | Jacques Laffite    | Williams-Ford   |       | Non qualifié       |        |        |
| Nq.  | 20 | Arturo Merzario    | Williams-Ford   |       | Non qualifié       |        |        |
| Nq.  | 23 | Graham Hill        | Hill-Ford       |       | Non qualifié       |        |        |
| Nq.  | 14 | Bob Evans          | BRM             |       | Non qualifié       |        |        |
| Nq.  | 31 | Roelof Wunderink   | Ensign-Ford     |       | Non qualifié       |        |        |
| Nq.  | 25 | Torsten Palm       | Hesketh-Ford    |       | Non qualifié       |        |        |
| Nq.  | 10 | Lella Lombardi     | March-Ford      |       | Non qualifié       |        |        |
| Nq.  | 30 | Wilson Fittipaldi  | Copersucar-Ford |       | Non qualifié       |        |        |

Légende :
- Abd.=Abandon

## Pole position et record du tour
- Pole position : Niki Lauda en 1 min 26 s 40 (vitesse moyenne : 136,583 km/h).
- Tour le plus rapide : Patrick Depailler en 1 min 28 s 67 au 68e tour (vitesse moyenne : 133,087 km/h).

## Tours en tête
- Niki Lauda : 74 (1-23 / 25-75)
- Ronnie Peterson : 1 (24)

## À noter
- 3e victoire en championnat du monde pour Niki Lauda.
- 53e victoire en championnat du monde pour Ferrari en tant que constructeur.
- 53e victoire en championnat du monde pour Ferrari en tant que motoriste.
- La course, prévue pour 78 tours, fut stoppée au bout de deux heures et 75 tours, la pluie ayant fortement ralenti les monoplaces en début de course.
- 179e et dernière apparition en championnat du monde pour Graham Hill, non qualifié pour la course.